# نجد الجرشة (يريم)

تعديل مصدري - تعديل

نجد الجرشة محلة تابعة لقرية بني غبس، التابعة لعزلة بني عمر بمديرية يريم إحدى مديريات محافظة إب في الجمهورية اليمنية.، بلغ تعداد سكانها 40 حسب تعداد اليمن لعام 2004.